# 박승문
박승문(朴勝文, 1964년 1월 3일 ~ )은 대한민국의 바둑 기사이다.

## 약력
(故)권갑용 九단의 문하로 바둑을 배운 후 처남이며, 문하생(부인 남동생 박옥주(부인)씨)의에서 바둑을 배웠으며 당시 꿈나무조 지도사범이었다. 1988년 아마국수전 준우승과 아마대왕전 우승했으며, 1989년 프로에 입단했다. 1990년 제1기 비씨카드배 본선과 1991년 제22기 명인전, 제10기 KBS 바둑왕전 본선에 진출했다. 그리고 1993년 제2기 SBS배 연승바둑최강전 본선과 1994년 제13기 KBS 바둑왕전 본선에 올랐다. 1998년 제8기 비씨카드배와 신인왕전 본선에 진출했다. 1999년 서울 크라운호텔에서 부인 김미경 씨와 결혼했으며, 서울 관악구 봉천동의 한 아파트에서 살고 있으나, 2002년 12월 5단 승단을 거쳐 2007년 6단에 올랐으며 2013년 6월에 7단으로 승단하였다. 2020년 8단으로 승단했다. 프로기사 권효진의 외삼촌이다.